# Julio Terra
Julio Ulises Terra Guerra (ur. 1920, zm. 28 października 1985 w Cúcucie) – piłkarz urugwajski, obrońca.
Jako piłkarz klubu River Plate Montevideo wziął udział w turnieju Copa América 1947, gdzie Urugwaj zajął trzecie miejsce. Terra zagrał w trzech meczach – z Chile (tylko w drugiej połowie – w przerwie meczu zmienił Mario Lorenzo), Peru i Argentyną.
Grał później w Kolumbii – początkowo w klubie Cúcuta Deportivo, następnie w 1954 roku razem z klubem Atlético Nacional zdobył tytuł mistrza Kolumbii. Grał także klubie Independiente Medellín.